# Embargo!
Embargo! ist ein französisches Techno-DJ- und Produzenten-Duo aus Marienthal bei Haguenau. Es besteht aus Philippe Beaureperre und David Toinet.

## Geschichte
David Toinet war in den 1990er Jahren unter dem Namen DJ Dave King unterwegs, als er mit Philippe Beaureperre in den späten 1990er Jahren das Duo Embargo! (auch ohne Ausrufezeichen geschrieben) gründete. Bekannt wurden sie durch ihre 1999 erschienene Hard-House-Single Embargo!, die Platz 21 der französischen Charts erreichte und in Belgien Platz 46. Hysterie ein Jahr darauf konnte die Plätze 18 und 33 der französischen und belgischen Charts erreichen. Andere Singles wie Blackout und Scream waren weniger erfolgreich. 2001 erschien noch ein Album namens Technology.

## Diskografie

### Alben
- 2001: Technology

### EPs
| Jahr | Titel    | Höchstplatzierung, Gesamtwochen, AuszeichnungChartsChartplatzierungen (Jahr, Titel, Platzierungen, Wochen, Auszeichnungen, Anmerkungen) | Anmerkungen |
| Jahr | Titel    | FR | Anmerkungen |
| ---- | -------- | --- | ----------- |
| 1999 | Embargo! | FR21 (15 Wo.)FR |             |
| 2000 | Hystérie | FR18 (10 Wo.)FR |             |
| 2000 | Blackout | FR57 (6 Wo.)FR |             |
| 2001 | Scream   | FR57 (8 Wo.)FR |             |

### Singles
| Jahr | Titel Album | Höchstplatzierung, Gesamtwochen, AuszeichnungChartsChartplatzierungen (Jahr, Titel, Album, Platzierungen, Wochen, Auszeichnungen, Anmerkungen) | Anmerkungen |
| Jahr | Titel Album | FR | Anmerkungen |
| ---- | ----------- | --- | ----------- |
| 2001 | Technology  | FR83 (5 Wo.)FR |             |